# Петерс, Кришьянис
Кри́шьянис Петерс (латыш. Krišjānis Peters; 23 июня 1975, Рига, Латвийская ССР — 13 ноября 2014, Австрия) — латвийский политик, государственный и общественный деятель.

## Биография
Сын латышского поэта Яниса Петерса (1939—2025). 
В 1993 году поступил и в 1997 году окончил Московский государственный институт международных отношений, получив степень бакалавра в области политологии. 
Обратился к политике в 1998 году, приняв участие в парламентских выборах (безуспешно). Член партии реформ Шлесерса ЛПП/ЛЦ. Избирался депутатом Сейма Латвии нескольких созывов. Работал в Министерстве экономики, а затем в Министерстве сообщения  Латвии.
Возглавлял бюро министра сообщения Айнара Шлесерса, работал в совете Latvijas Valsts radio un televīzijas centrs.
С 8 апреля по 7 ноября 2006 года занимал пост министра сообщения Латвии в кабинете Айгара Калвитиса, уступив это место Айнару Шлесерсу.
Позже был назначен председателем правления Международного аэропорта «Рига» и членом совета  национальной авиакомпании airBaltic.
Возглавлял Департамент сообщения Рижской думы.
Скоропостижно скончался, находясь в Австрии с рабочей поездкой. У Петерса осталась русская жена-москвичка и сын.
Похоронен на кладбище Райниса.